# Alenia Aermacchi
Alenia Aermacchi war ein italienischer Flugzeughersteller mit Sitz in Venegono Superiore bei Varese (Lombardei). Das Unternehmen gehörte zum Finmeccanica-Konzern, der Anfang 2012 Aermacchi und Alenia Aeronautica fusionierte und damit neben AgustaWestland den führenden Hersteller von Luftfahrttechnik in Italien schuf. Am 1. Januar 2017 ging Alenia Aermacchi ganz in Leonardo auf.

## Geschichte
Aermacchi, früher nur als Macchi bekannt, war rund 100 Jahre im Flugzeugbau aktiv. Alenia Aeronautica entstand aus der ebenfalls traditionsreichen Flugzeugbausparte von Fiat, die 1969 mit anderen Firmen im Staatsunternehmen Aeritalia aufging und nach einer weiteren Fusion zu Alenia wurde.

### Alenia
Die Flugzeugbausparte von Fiat entstand 1908, als man aus Motoren für Rennwagen einen ersten Flugzeugmotor entwickelte. In dieser Tradition steht heute das Unternehmen Avio Aero, das an der Entwicklung und am Bau der Modelle Turbo-Union RB199 und Eurojet EJ200 beteiligt war. Fiat gründete 1916 kriegsbedingt die Firma Società Italiana Aviazione, die unter anderem Flugzeuge der Pomilio P-Typen in Lizenz baute, mit der SIA 7 und der SIA 9 dann auch erste eigene Modelle. Die SIA wurde 1918 in Fiat Aviazione umbenannt. Unter dem Chefkonstrukteur Celestino Rosatelli baute das Unternehmen etliche bekannte Doppeldecker-Modelle, darunter die Fiat CR.20, die CR.32 und die CR.42, sowie den Bomber Fiat BR.20. Von dem späteren Chefkonstrukteur Giuseppe Gabrielli stammen die Flugzeuge der G-Reihe, darunter die Fiat G.55, die Fiat G.91 und das Transportflugzeug G.222, das bereits unter dem Firmennamen Aeritalia verkauft wurde.
Aeritalia wurde 1969 in Neapel gegründet, als sich die Flugzeugbauer von Fiat mit Aerfer und Salmoiraghi zu einem neuen Konzern zusammenschlossen. 1976 wurde Aeritalia zu 100 % in den Staatsbesitz überführt. Das Unternehmen baute wie schon Fiat die Lockheed F-104 in Lizenz und war an der Entwicklung und am Bau der Kampfflugzeuge Tornado und AMX beteiligt. Im zivilen Flugzeugbau war es lange Zeit ein Subunternehmer von McDonnell Douglas und baute in Italien unter anderem Teile der MD-80-Serie und der MD-11. Daneben produzierte man insbesondere nach der Übernahme von McDonnell Douglas durch Boeing Teile der Boeing 767.
Im Jahr 1990 fusionierte Finmeccanica (heute Leonardo) Aeritalia mit dem Rüstungselektronikunternehmen Selenia zu Alenia. Damit entstand Italiens führender Luft-, Raumfahrt- und Rüstungskonzern. Im Lauf der Zeit wurden einige Unternehmen in den Bereichen Raumfahrt und Elektrotechnik wieder ausgegliedert. Alenia Aeronautica engagierte sich bei der Entwicklung und beim Bau des Eurofighters und des Joint Strike Fighters sowie bei der Neuauflage des Transportflugzeuges G.222, der Alenia C-27.
In das neue Unternehmen Alenia Aeronautica brachte Alenia nicht nur seine laufenden militärischen Programme mit ein. Im zivilen Bereich stellte es sowohl für Airbus als auch für Boeing Flugzeugkomponenten her, unter anderem für die Boeing 787. Daneben baute Alenia zusammen mit EADS (früher Aérospatiale) unter der Bezeichnung Avions de Transport Régional (ATR) Regionalflugzeuge. Auch mit Dassault und Suchoi (Suchoi Superjet 100) gab es eine Zusammenarbeit.
Bereits 2005 übergab Finmeccanica Alenia Aeronautica die Führung von Aermacchi.

### Aermacchi
Die Gebrüder Giovanni und Agostino Macchi bauten in der zweiten Hälfte des 19. Jahrhunderts Kutschen. Auch ihre Nachkommen blieben dem Straßenverkehr verbunden: Giovanni, Giuseppe, Enrico und Giulio Macchi gründeten am 19. Juni 1905 die Aktiengesellschaft Società Anonima Fratelli Macchi. Das Unternehmen war zunächst vorwiegend im Eisenbahnbau aktiv, von 1948 bis 1960 baute Macchi auch Motorräder.
Im Oktober 1912 veröffentlichte das italienische Kriegsministerium eine Ausschreibung für neue Militärflugzeuge. Giulio Macchi gründete daraufhin zusammen mit der französischen Société Anonyme des Établissements Nieuport am 1. Mai 1913 in Varese bei Mailand die Firma Società Anonima Nieuport-Macchi, die danach in Aeronautica Macchi umbenannt wurde. Während des Ersten Weltkriegs spezialisierte sich Macchi auf Flugboote. Einer der bekanntesten Typen dieser Zeit war die Macchi M.5. Daneben wurden auch Landflugzeuge hergestellt, insbesondere in Lizenz, darunter die Nieuport 11.
Kurz nach dem Krieg wurden bei Macchi militärische Flugzeuge in zivile Typen umgerüstet, die für den Passagier- oder Frachttransport benutzt werden konnten. Auch begann man mit der Herstellung von Rekordflugzeugen. Die Entwicklung endete 1931 mit der Macchi MC.72, dem seinerzeit schnellsten Flugzeug, das über 700 km/h erreichte. Chefentwickler war Mario Castoldi, auf den auch die Typenbezeichnung MC zurückgeht.
Während des Zweiten Weltkrieges lieferte Aermacchi die Jagdflugzeuge Macchi MC.200, MC.202 und MC.205, die von der italienischen Luftwaffe an allen Fronten eingesetzt wurden, jedoch anfangs unter den verbauten leistungsschwachen Sternmotoren litten.
Mitte der 1950er Jahre wurde die Wende zum Düsenflugzeug mit der Aermacchi MB 326 eingeläutet. Dieser einmotorige Trainer, der ab 1961 an die Truppe ausgeliefert wurde, war mit über 800 Exemplaren für zwölf Kunden außerordentlich erfolgreich. Auch der Nachfolger, die Aermacchi MB 339 wurde mit 200 Exemplaren und neun Kunden ein Geschäftserfolg und wird heute noch produziert. Dieses Flugzeug ist in seinen neuesten Versionen auch für die Ausbildung von angehenden Eurofighter-Piloten geeignet. Künftig soll die Aermacchi M-346 die Reihe dieser Jettrainer fortführen.
Aermacchi übernahm das Programm von SIAI-Marchetti und damit auch den Erfolgstyp SF.260. Damit war Aermacchi in der Lage, für alle Phasen der Pilotenausbildung ein entsprechendes Trainingsflugzeug anzubieten.

## Sparte: Flugzeuge

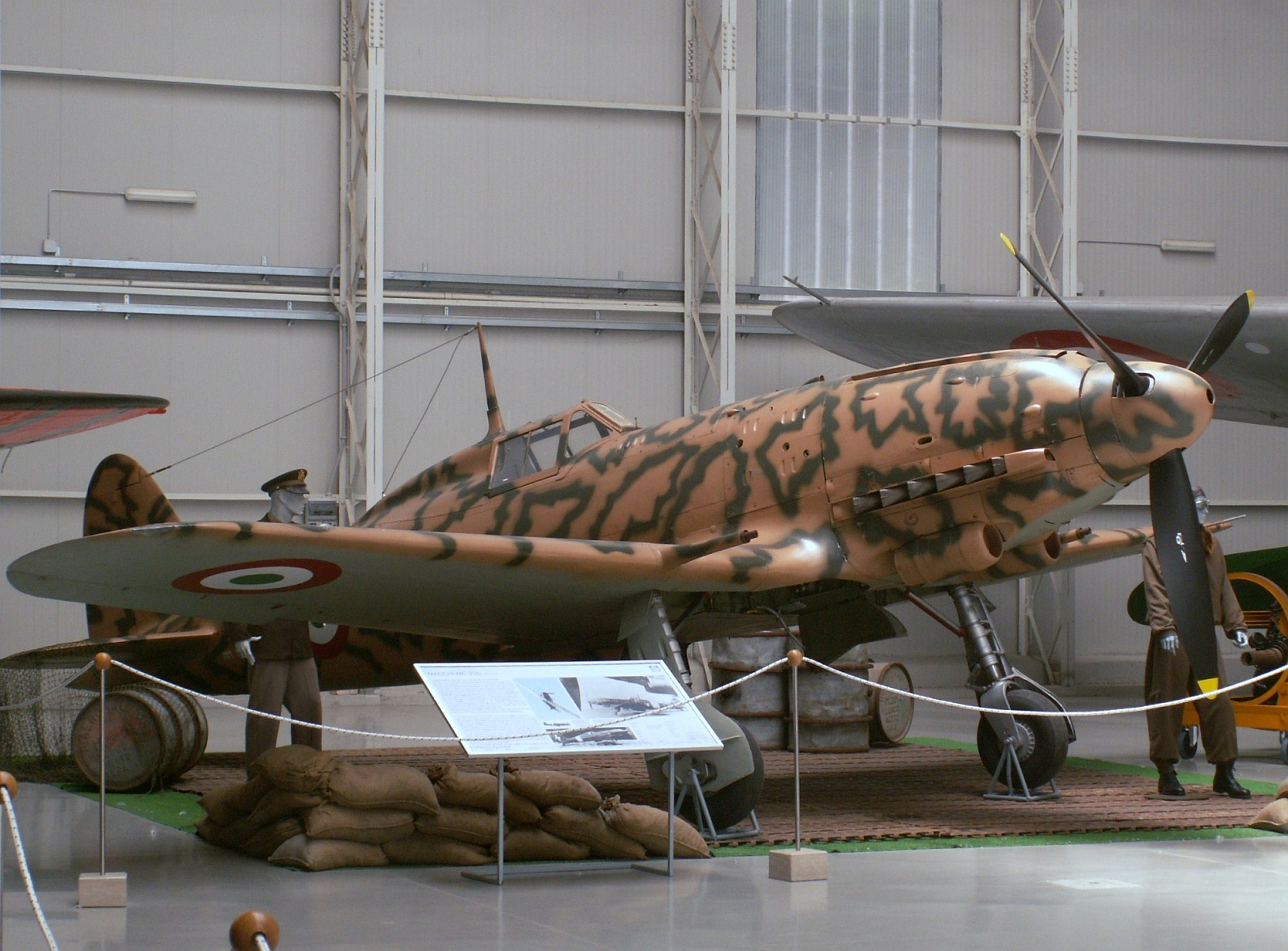
Macchi MC.205

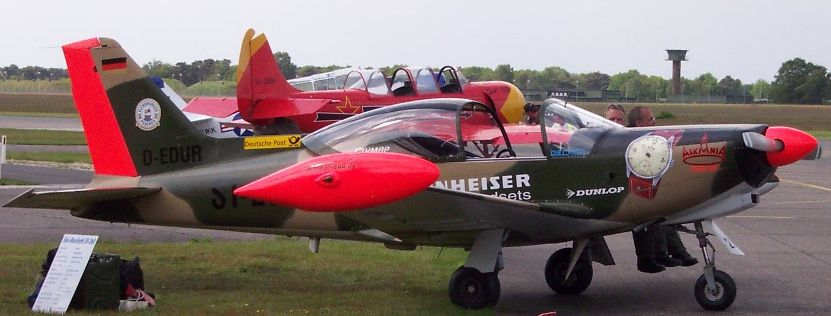
Aermacchi SF.260

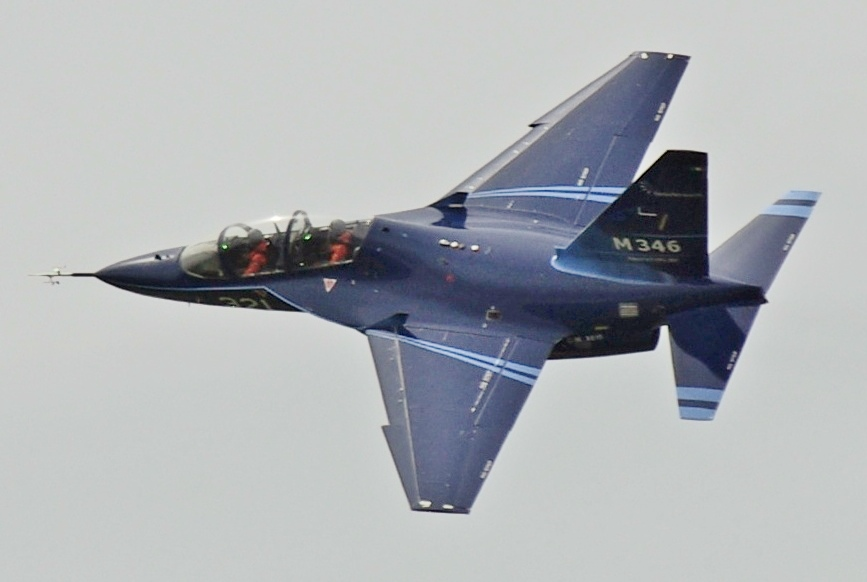
Alenia Aermacchi M-346

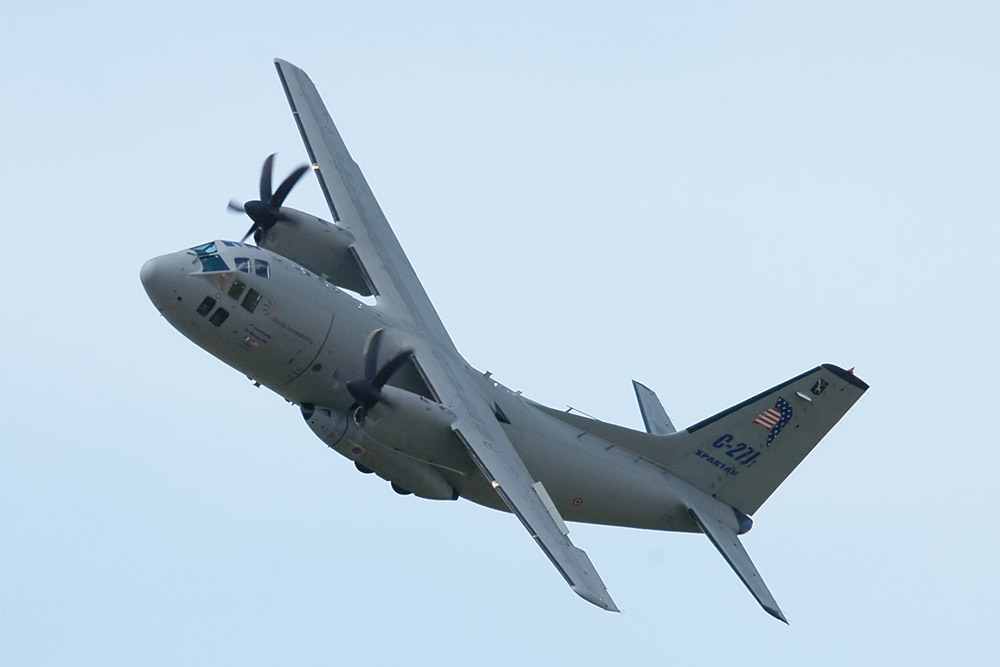
C-27J

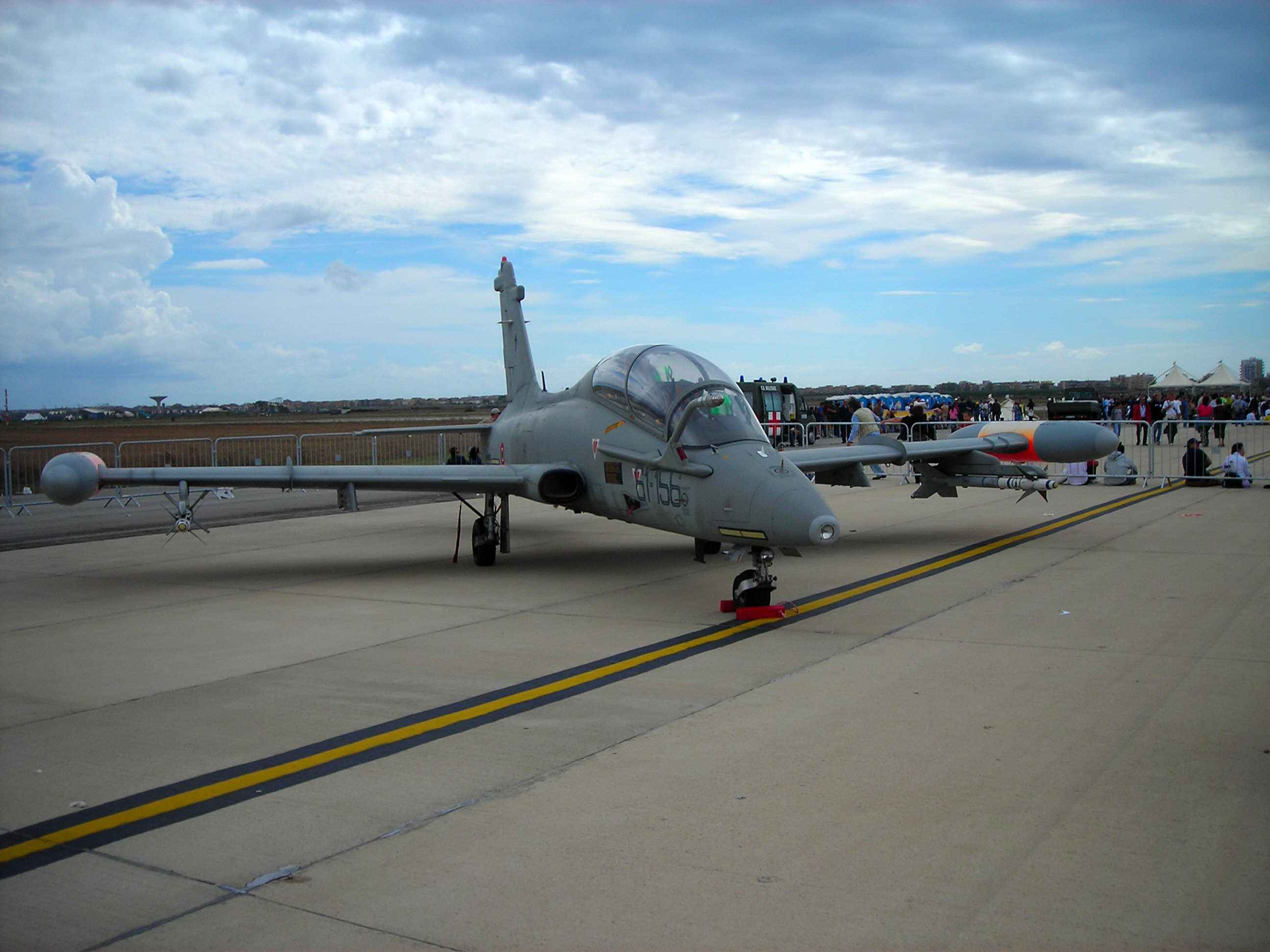
Aermacchi MB.339CD

Von Macchi und nachfolgend Aermacchi gebaute Flugzeugtypen:

### 1913 bis 1945
- Macchi L.1 (Kopie des Flugbootes Lohner L.40, 1915 14 Maschinen gebaut)
- Macchi L.2 (Verbesserte Version der L.1)
- Macchi L.3 (später M.3 genannt, Überarbeitung der L.1/2; etwa 200 gebaut)
- Macchi M.4 (letzte Version der L-Serie)
- Macchi M.5 (Flugboot, 544 Exemplare gebaut)
- Macchi M.6 (Version der M.5, Entwicklung abgebrochen)
- Macchi M.7 (Version der M.5, nach Schweden, Brasilien und Argentinien exportiert)
- Macchi M.8 (Flugboot, 1917)
- Macchi M.9 (Version der M.8)
- Macchi M.12 (Flugboot, 1918)
- Macchi M.14 (Jäger, 1918)
- Macchi M.15 (Aufklärer, 1918)
- Macchi M.16 (Reiseflugzeug, 1919)
- Macchi M.17 (amphibisches Rennflugzeug, 1919)
- Macchi M.18 (Flugboot für zivile und militärische Zwecke, auch an Spanien und Portugal)
- Macchi M.19 (Rennflugzeug, 1921)
- Macchi M.20 (Version der M.16, auch als Wasserflugzeug, 1923)
- Macchi M.24 (Flugboot für zivile und militärische Zwecke, auch an Spanien, 1924)
- Macchi M.26 (Prototyp)
- Macchi M.33 (Rennflugzeug, 1925)
- Macchi M.39 (Rennflugzeug, 1926)
- Macchi M.40 (katapultgestartetes Seeflugzeug, 1928)
- Macchi M.41 (M.41bis, M.71; Kampfflugboot, 1927)
- Macchi M.52 (M.52R; Rennflugzeug, 1927)
- Macchi M.53 (für Einsätze von U-Booten aus vorgesehen, 1928)
- Macchi M.67 (Rennflugzeug)
- Macchi M.70 (M.73; Reiseflugzeug)
- Macchi M.71 (M.41)
- Macchi MC.72 (Rennflugzeug, 1931)
- Macchi M.77 (Aufklärungsflugboot, 1934)
- Macchi MC.94 (Passagierflugboot, 1935)
- Macchi MC.99 (Flugboot, 1 Exemplar, 1937)
- Macchi MC.100 (Passagierflugboot, 1939)
- Macchi MC.200 Saetta (Blitz)
- Macchi MC.202 Folgore (Donnerschlag)
- Macchi MC.205 Veltro (ital. für Jagd- oder Windhund)
- Macchi MC.206 (Prototyp, Version der MC.205 mit mehr Spannweite und einem DB 603)
- Macchi MC.207 (Prototyp, Version der MC.205 mit vier 20-mm-Kanonen)

### Nach 1945
- Aermacchi MB-308 (Sportflugzeug, 1946)
- Aermacchi MB-320 (Geschäftsreiseflugzeug, 1949)
- Aermacchi MB-323 (Schulflugzeug, 1951)
- Aermacchi MB-326 (Jettrainer und Erdkampfflugzeug)
- Aermacchi MB-339 (Jettrainer und Erdkampfflugzeug)
- Aermacchi MB-340 (Jagdbomber-Entwurf, dann AM-X)
- Aermacchi M-346 (Lead-in Fighter Trainer, mit Jakowlew)
- Aermacchi M-211 (leichter Jettrainer, von SIAI-Marchetti übernommen)
- Aermacchi M-311 (verbesserte S-211)
- Aermacchi SF-260 (Anfängerschulflugzeug, von SIAI-Marchetti übernommen)
- Aermacchi AL-60 (Verbindungs- und Beobachtungsflugzeug; an Mexiko, Zentralafrika, Rhodesien, Kanada)
- Aermacchi AM.3C (Verbindungs- und Beobachtungsflugzeug, 40 an Südafrika, 3 an Ruanda)

## Sparte: Fahrzeuge

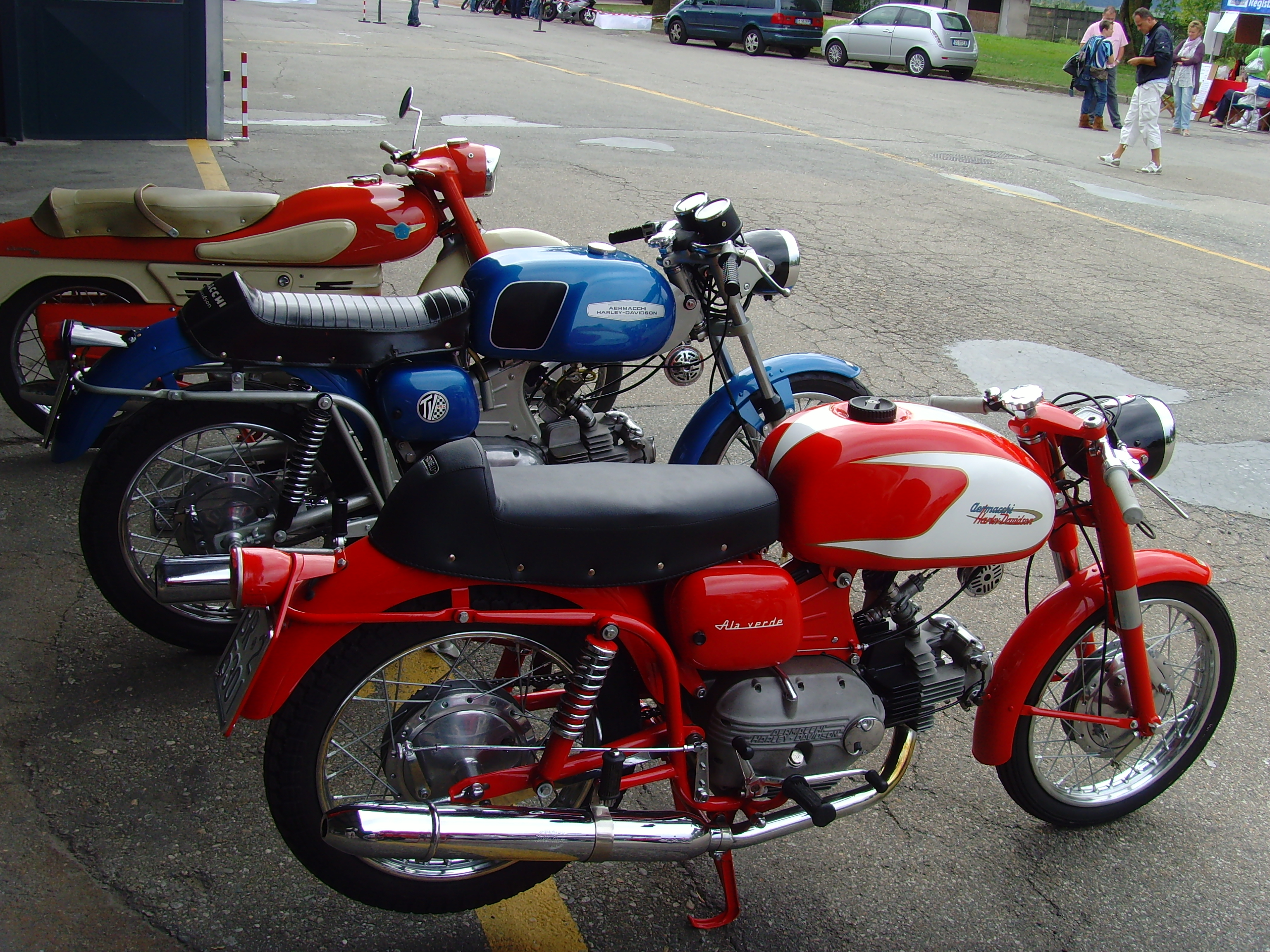
Von vorne nach hinten: Aermacchi-Harley Davidson 250 Ala Verde (1959–1972); Aermacchi-Harley Davidson 350 TV (1971–1972); Aermacchi 250 Chimera (1956–1961)

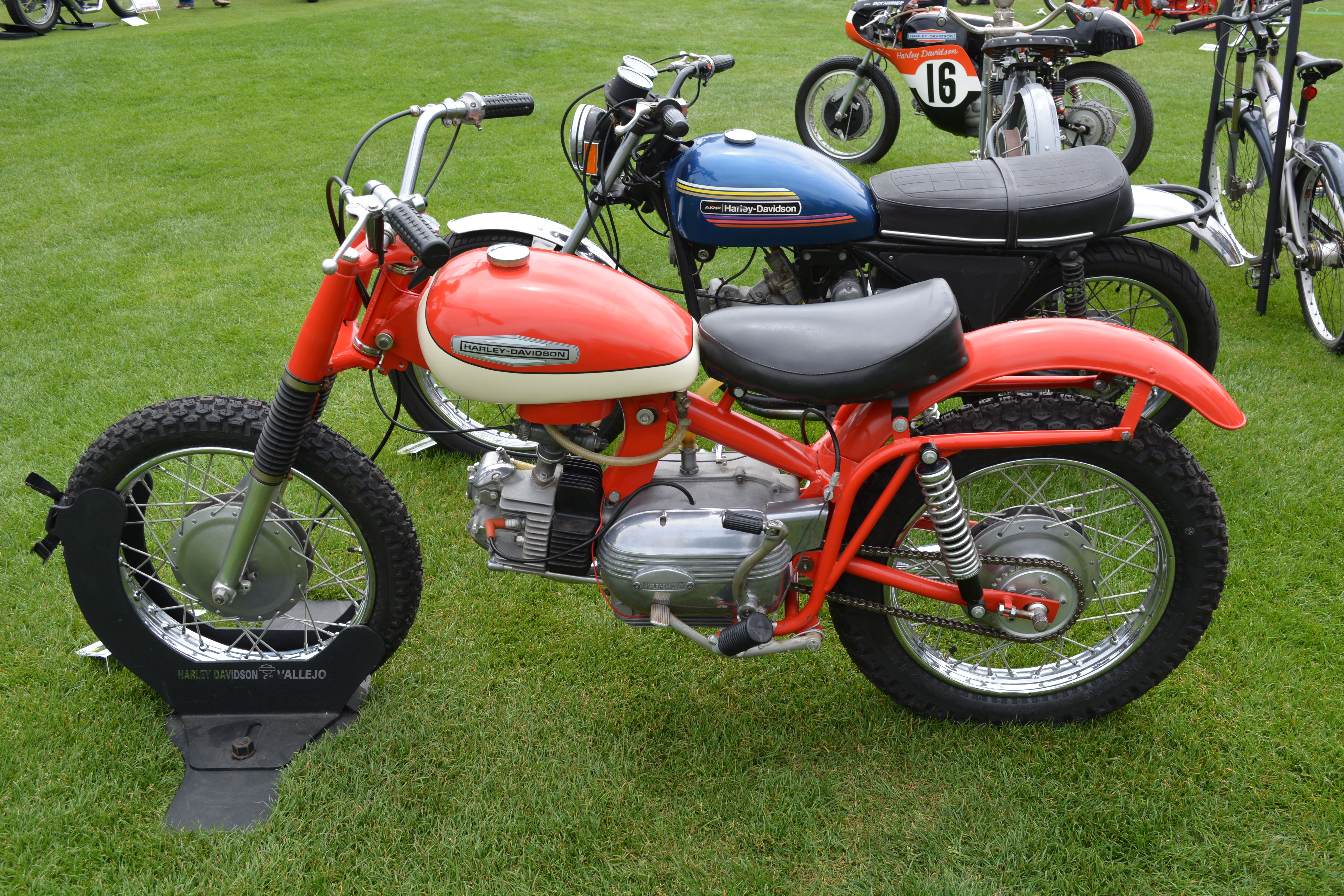
Zwei der beliebten „Scrambler“: die vordere Maschine wurde nach dem Ausstieg von Aermacchi produziert – aber vor der Übernahme durch AMF (erkennbar am Tanklogo)

### Lastkraftwagen
Ab 1905 wird Macchi auch als Lastkraftwagenhersteller genannt. Über Dauer der Fertigung, Anzahl und Art der gebauten Fahrzeuge sowie deren technische Daten ist nichts überliefert, möglicherweise blieb es bei einem Einzelstück.

### Motorräder

#### Anfänge
Nach dem Zweiten Weltkrieg begann Giulio Macchi (auch auf Grund der fehlenden Nachfrage an Militärflugzeugen) 1948 in einem Zweigwerk in Mailand die Produktion von Motorrädern. Erstes Modell war ein einfacher Typ mit einem 123-cm³-Zweitaktmotor, dem bald neue Maschinen mit OHV-Motoren folgten. Am bekanntesten waren in Deutschland die Modelle Ala rossa, Ala blu, Ala azzurra, Ala verde und Ala d’Oro mit liegendem Einzylindermotor mit 175 cm³ oder 250 cm³. Weitere Modelle waren der Zweizylinder Bicilindrica, die Roller Cigno und Ghibli sowie das aus dem Ghibli entwickelte Motorrad Monsone.
Mit den gleichen Motoren wurden auch die Modelle Chimera 175 und Chimera 250 (nur für Italien, kein Export) hergestellt, die zusätzlich eine Vollverkleidung für den Motor hatten.

#### Zusammenarbeit mit Harley Davidson
In den 1960er-Jahren ging die Motorradabteilung von Aermacchi eine 50:50-Kooperation mit Harley-Davidson ein. Das neu gegründete Unternehmen mit dem Namen Aermacchi-Harley-Davidson produzierte vom Standort Varese aus, Motorräder im kleinen und mittleren Hubraubereich, die sowohl in USA und Europa auf den Markt kamen. In den 1970er Jahren verschob sich der Produktionsschwerpunkt bei Alenia Aermacchi wieder mehr in Richtung Flugzeugbau. 1974 zogen sich die Italiener aus der Motorradproduktion zurück, und die Anteile wurden an Harley-Davidson (zu dieser Zeit AMF) verkauft, die bis 1978 weiterproduzierten, dann die Gesellschaft in die Liquidation führten und das Werk an Cagiva verkauften.

##### Motorradsport
Aermacchi-Harley-Davidson engagierte sich auch im Motorradsport. Die Entwicklung von Rennmaschinen mit Zweizylindermotoren für die 250-cm²-, 350-cm³- und 500-cm³-Klasse war sehr erfolgreich. Walter Villa gewann zwischen 1974 und 1976 insgesamt vier Mal die Motorrad-Weltmeisterschaft in den Klassen bis 250 cm³ und bis 350 cm³, jeweils auf diesen Harley-Davidson mit den Aermacchi-Motoren.

### Automobile
Das Unternehmen begann 1946 auch für kurze Zeit mit der Produktion von Dreirädern, bei denen sich das einzelne Rad vorne befand. Für den Antrieb sorgte ein Zweizylindermotor mit 750 cm³ Hubraum, der mit Naphtha betrieben wurde und 25 PS (18,4 kW) leistete. Den Macchi MB1 gab es als Personen- und Lieferwagen; später gab es auch Dieselversionen. Vom 1963 vorgestellten Modell Gabry entstanden nur Prototypen. Zunächst kam ein luftgekühlter Zweitaktmotor mit 150 cm³ zum Einsatz; der später durch einen Zweizylindermotor ersetzt wurde. Der Motor war im Heck montiert. Die Karosserie bestand aus Kunststoff und verfügte über Schiebetüren.

## Produktionsstandorte
Der Unternehmenssitz von Alenia Aermacchi befindet sich am Werksflugplatz Venegono bei Varese, die Abteilung für Militärflugzeuge in Turin und die für Zivilflugzeuge in Neapel. Produktionsstandorte befinden sich unter anderem am Flughafen Turin (Eurofighter, C-27), am Militärflugplatz Cameri (JSF), in Pomigliano d’Arco (ATR) und am Flughafen Tarent (Boeing 787). Die Jettrainer werden in Venegono gebaut.